# Sumur Kucing
Sumur Kucing is een bestuurslaag in het regentschap Lampung Timur van de provincie Lampung, Indonesië. Sumur Kucing telt 3822 inwoners (volkstelling 2010).